# Korecký vrch
Korecký vrch (465 m) je neovulkanický vrch v okrese Česká Lípa Libereckého kraje, v CHKO Kokořínsko – Máchův kraj, ležící asi 5 km východně od města Dubá. Na severozápadním svahu leží vesnice Korce, do jejíhož katastrálního území vrch náleží.

## Popis vrchu

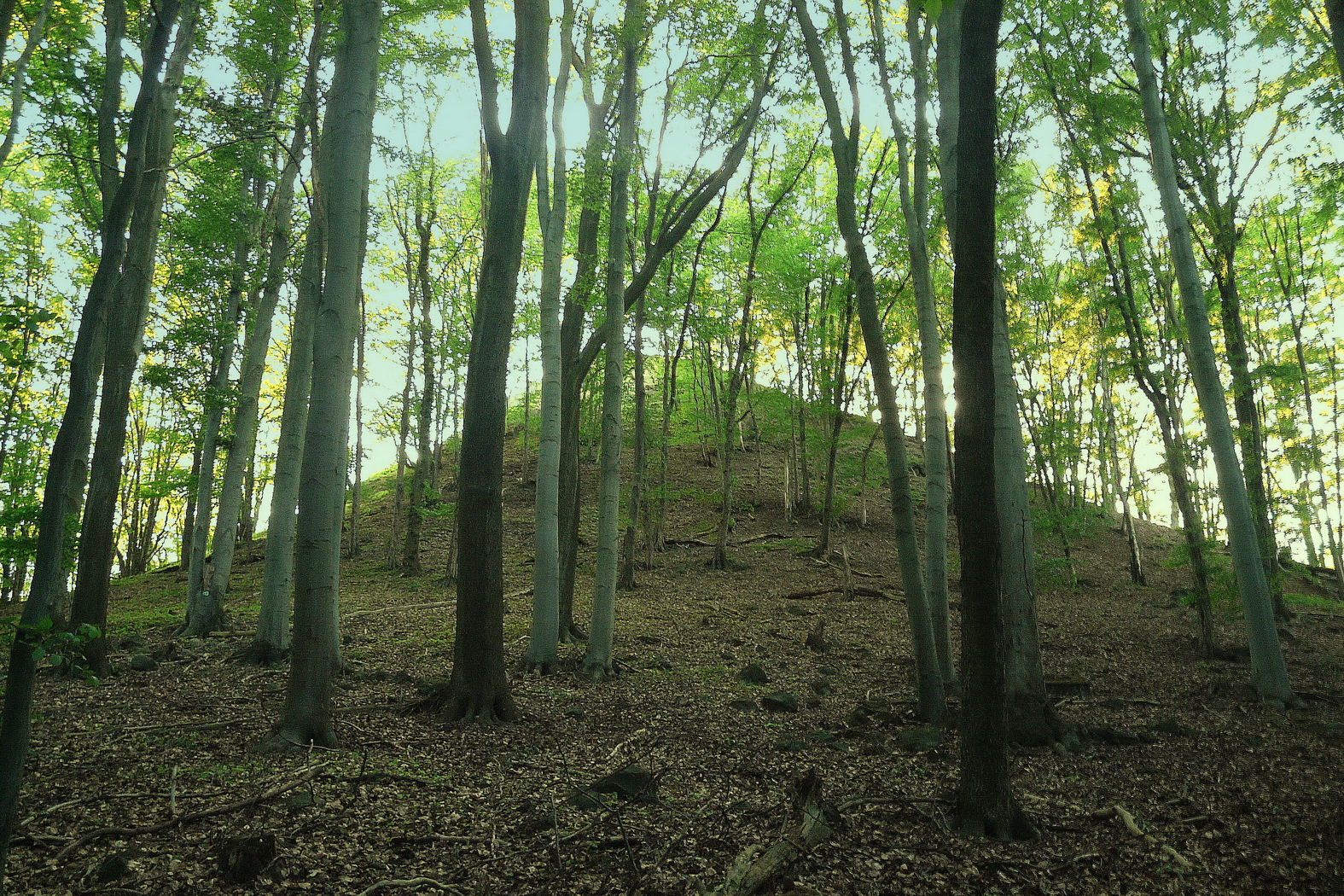
Bukový les na Koreckém vrchu

Z vrcholové plošinky se nabízí téměř kruhový výhled, zejména na Ralskou pahorkatinu, Kokořínsko a České středohoří.

## Geomorfologické členění
Vrch náleží do celku Ralská pahorkatina, do podcelku Dokeská pahorkatina, do okrsku Polomené hory, do podokrsku Housecká vrchovina a do Beškovské části.

## Stavby
Na Korecký vrch vedla z obce Křížová cesta z roku 1838. Končila u železného kříže se sousoším. Cesta, kříž i sousoší zanikly po roce 1950. Zbytky zastavení jsou podél přístupové cesty patrné.

## Přístup
Automobilem je možno dojet nejblíže do Korců a odtud pěšky na vrchol, následujíc odbočku zelené turistické značky.